# 2024年中国足球处罚列表
自2024年1月1日起，至2025年3月14日，中国足球协会一共发出25份处罚通知。

## 列表
| 处罚通知字号     | 处罚日期      | 被处罚对象               | 处罚原因 | 处罚内容                                                                                                  | 备注        |
| ---------------- | ------------- | ------------------------ | --- | --- | ----------- |
| 足纪字[2024]1号  | 2024年2月19日 | 吴高俊                   | 沈阳奥飒启星教练员吴高俊在比赛指挥过程中使用不当言论。                                                         | 在中国足球协会及各地方足球协会组织的各级、各类足球比赛中，禁止吴高俊进入比赛替补席12个月。                | [ 1 ] [ 2 ] |
| 足纪字[2024]2号  | 2024年2月19日 | 沈阳奥飒启星足球俱乐部   | 沈阳奥飒启星教练员吴高俊在比赛指挥过程中使用不当言论。                                                         | 在中国足球协会及各地方足球协会组织的各级、各类足球比赛中，对沈阳奥飒启星足球俱乐部予以取消比赛资格3个月。 | [ 1 ] [ 3 ] |
| 足纪字[2024]3号  | 2024年3月3日  | 沧州雄狮足球俱乐部队     | 沧州雄狮足球俱乐部队未按规定时间抵达比赛体育场，影响了正常的竞赛运行秩序。                                     | 对沧州雄狮足球俱乐部队予以通报批评。                                                                      | [ 4 ]       |
| 足纪字[2024]4号  | 2024年3月14日 | 刘宇豪                   | 比赛结束后，云南玉昆足球俱乐部队14号球员刘宇豪在退场过程中，用手击打替补席旁的冰桶，导致冰桶盖破裂。           | 一、对云南玉昆足球俱乐部队14号球员刘宇豪予以停赛1场； 二、罚款人民币1万元。                               | [ 5 ]       |
| 足纪字[2024]5号  | 2024年3月14日 | 青岛红狮足球俱乐部队     | 青岛红狮足球俱乐部队未按规定安排其主教练参加赛前新闻发布会及赛后新闻发布会，对赛事组织及媒体工作造成不良影响。 | 对青岛红狮足球俱乐部队予以通报批评。                                                                      | [ 6 ]       |
| 足纪字[2024]6号  | 2024年3月18日 | 陈佳奇                   | 在裁判员鸣哨停止比赛后青岛红狮足球俱乐部队22号球员陈佳奇实施暴力行为，用胸部和肩部撞击对方球员。               | 一、对青岛红狮足球俱乐部队22号球员陈佳奇予以停赛3场； 二、罚款人民币3万元。                               | [ 7 ]       |
| 足纪字[2024]7号  | 2024年3月18日 | 达西埃尔                 | 在裁判员鸣哨停止比赛后，黑龙江冰城足球俱乐部队31号球员达西埃尔实施暴力行为，用手击打对方球员腹部。             | 一、对黑龙江冰城足球俱乐部队31号球员达西埃尔予以停赛4场； 二、罚款人民币4万元。                           | [ 8 ]       |
| 足纪字[2024]8号  | 2024年3月18日 | 莱斯卡诺                 | 在裁判员鸣哨停止比赛后，重庆铜梁龙足球俱乐部队9号球员莱斯卡诺实施暴力行为，用手击打对方球员面部。              | 一、对重庆铜梁龙足球俱乐部队9号球员莱斯卡诺予以停赛5场； 二、罚款人民币5万元。                            | [ 9 ]       |
| 足纪字[2024]9号  | 2024年3月20日 | 黑龙江冰城足球俱乐部队   | 黑龙江冰城足球俱乐部队未按规定时间抵达比赛体育场，影响了正常的竞赛运行秩序。                                   | 对黑龙江冰城足球俱乐部队予以通报批评。                                                                    | [ 10 ]      |
| 足纪字[2024]10号 | 2024年4月1日  | 北京国安足球俱乐部队     | 北京国安足球俱乐部队未按规定时间离开球队休息室进入比赛场地，导致比赛开球时间延误，影响了正常的竞赛运行秩序。   | 对北京国安足球俱乐部队罚款人民币4万元。                                                                   | [ 11 ]      |
| 足纪字[2024]11号 | 2024年4月1日  | 威利                     | 江西庐山足球俱乐部队10号球员威利实施暴力行为，用脚踢对方球员腿部。                                             | 一、对江西庐山足球俱乐部队10号球员威利予以停赛3场； 二、罚款人民币3万元。                                 | [ 12 ]      |
| 足纪字[2024]12号 | 2024年4月1日  | 魏超伦                   | 廊坊荣耀之城足球俱乐部队18号球员魏超伦实施暴力行为，用脚踢对方球员腿部。                                       | 一、对廊坊荣耀之城足球俱乐部队18号球员魏超伦予以停赛3场； 二、罚款人民币1万元。                           | [ 13 ]      |
| 足纪字[2024]13号 | 2024年4月2日  | 塞尔吉尼奥               | 长春亚泰足球俱乐部队10号球员塞尔吉尼奥在倒地后实施非体育行为，向对方球员使用侮辱性手势。                       | 一、对长春亚泰足球俱乐部队10号球员塞尔吉尼奥予以停赛3场； 二、罚款人民币3万元。                           | [ 14 ]      |
| 足纪字[2024]14号 | 2024年4月2日  | 陈立明                   | 广东广州豹足球俱乐部队11号球员陈立明实施非体育行为，辱骂对方球员。                                             | 一、对广东广州豹足球俱乐部队11号球员陈立明予以停赛2场； 二、罚款人民币1万元。                             | [ 15 ]      |
| 足纪字[2024]15号 | 2024年4月2日  | 伊马木艾散·阿巴拜科日    | 广西蓝航足球俱乐部队19号球员伊马木艾散·阿巴拜科日实施非体育行为，辱骂对方球员。                                | 一、对广西蓝航足球俱乐部队19号球员伊马木艾散·阿巴拜科日予以停赛2场； 二、罚款人民币1万元。                | [ 16 ]      |
| 足纪字[2024]16号 | 2024年4月2日  | 王敬平                   | 湖南湘涛足球俱乐部队官员王敬平实施非体育行为，辱骂第一助理裁判员。                                             | 一、禁止湖南湘涛足球俱乐部队官员王敬平进入比赛体育场5场； 二、罚款人民币2.5万元。                         | [ 17 ]      |
| 足纪字[2024]17号 | 2024年4月3日  | 林嘉豪                   | 无锡吴钩足球俱乐部队5号球员林嘉豪实施暴力行为，用手臂击打对方球员面部，造成不良社会影响。                      | 一、对无锡吴钩足球俱乐部队5号球员林嘉豪予以停赛4场； 二、罚款人民币4万元。                                | [ 18 ]      |
| 足纪字[2024]18号 | 2024年4月8日  | 中超联赛天津赛区         | 在比赛过程中及比赛结束后，少数观众向场内投掷水杯、饮料瓶等杂物造成不良影响。                                   | 对中超联赛天津赛区（天津津门虎足球俱乐部主场）予以通报批评。                                              | [ 19 ]      |
| 足纪字[2024]19号 | 2024年4月8日  | 时间                     | 在争抢球的过程中，上海定汇龙足球俱乐部队9号球员时间实施暴力行为，用手臂击打对方球员头部。                      | 一、对上海嘉定汇龙足球俱乐部队9号球员时间予以停赛3场； 二、罚款人民币3万元。                              | [ 20 ]      |
| 足纪字[2024]20号 | 2024年4月8日  | 大连鲲城足球俱乐部队     | 大连鲲城足球俱乐部队未按规定指派特定官员参加赛前联席会，对赛事组织工作造成不良影响。                           | 对大连鲲城足球俱乐部队予以通报批评。                                                                      | [ 21 ]      |
| 足纪字[2024]21号 | 2024年4月8日  | 西安崇德荣海足球俱乐部队 | 西安崇德荣海足球俱乐部队未按规定指派特定官员参加赛前联席会，对赛事组织工作造成不良影响。                       | 对西安崇德荣海足球俱乐部队予以通报批评。                                                                  | [ 22 ]      |
| 足纪字[2024]22号 | 2024年4月8日  | 王炜捷                   | 在赛后新闻发布会上，西安崇德荣海足球俱乐部队官员王炜捷发表不当言论，造成不良影响。                             | 一、禁止西安崇德荣海足球俱乐部队官员王炜捷进入比赛体育场1场； 二、罚款人民币0.5万元。                     | [ 23 ]      |
| 足纪字[2024]23号 | 2024年4月8日  | 奥斯卡                   | 在赛后新闻发布会上，陕西联合足球俱乐部队官员奥斯卡发表不当言论，造成不良影响。                                 | 一、禁止陕西联合足球俱乐部队官员奥斯卡进入比赛体育场1场； 二、罚款人民币0.5万元。                         | [ 24 ]      |
| 足纪字[2024]24号 | 2024年4月9日  | 孙越                     | 在裁判员鸣哨停止比赛后，日照宇启足球俱乐部队7号球员孙越实施暴力行为，用手推击对方球员。                        | 一、对日照宇启足球俱乐部队7号球员孙越予以停赛3场； 二、罚款人民币1.5万元。                                | [ 25 ]      |
| 足纪字[2024]25号 | 2024年4月9日  | 路俊伟                   | 在裁判员鸣哨停止比赛后，山东泰山足球俱乐部B队52号球员路俊伟实施暴力行为，用手推击对方球员。                    | 一、对山东泰山足球俱乐部B队52号球员路俊伟予以停赛3场； 二、罚款人民币1.5万元。                            | [ 26 ]      |